# Gewebehautverwandte
Die Gewebehautverwandten (Atheliaceae) sind die einzige Pilz-Familie der Ordnung der Gewebehautartigen (Atheliales) und gehören zur Klasse der Agaricomycetes. Die weltweit verbreiteten Arten sind bodenlebend und bilden zumeist nur unauffällige Fruchtkörper.

## Merkmale

### Makroskopische Merkmale
Die Gewebehautverwandten bilden unscheinbare, wenig entwickelte, meist weiß bis gelbliche Fruchtkörper aus, die einem dünnen, netzartigen, manchmal kristallinen Subiculum aufliegen und deshalb meist häutchenartig vom Substrat ablösbar sind. Die Fruchtschicht ist blass, glatt bis runzelig oder meruliod also faltig-porig, selten ist es schwach porig ausgebildet.

### Mikroskopische Merkmale
Das Hyphensystem ist monomitisch, sehr selten auch dimitisch. Die Hyphen besitzen Schnallen oder nicht. Zystiden fehlen oder sind, wenn vorhanden, glatt oder fein verkrustet und dünnwandig. Die Basidien sind klein, keulig, manchmal gestielt mit zwei oder vier Sterigmen. Die Sporen sind klein, fast immer hyalin, ellipsenförmig bis zylindrisch, kahnförmig, selten warzig oder gelappt. Sie sind normalerweise dünnwandig und färben sich nur selten mit Iod. Die Nebenfruchtformen sind entweder sporodochial (kissenförmig), Hyphomyceten oder Rhizoctonia-ähnlich und bilden langlebige Sklerotien im Boden.

## Lebensweise, Ökologie und Verbreitung
Viele Arten bilden eine Ektomykorrhiza aus und sind oft die dominanten Arten in den Mykorrhiza-Gemeinschaften. Andere Arten sind pflanzenpathogen meist ohne spezifischen Wirt. Es sind auch mit Algen vergesellschaftete Arten bekannt, die also Flechten bilden, bei einer Art vermutet man sogar eine Vergesellschaftung mit Cyanobakterien. Es gibt zudem Arten, die anstatt mit Algen in Symbiose zu leben, Algen als Nahrung verwenden und sowohl frei lebende Algen als auch symbiontische Algen aus Flechten-Thalli verdauen. Insbesondere Athelia arachnoidea ist für diese fakultativ lichenicole Lebensweise bekannt. Die Mehrheit der Arten leben aber saprob und tragen zum Abbau von pflanzlichem Material bei, manche Arten sind aquatisch.
Die Gewebehautverwandten sind weit verbreitet in allen klimatischen Zonen.

## Systematik
Die Familie der Gewebehautverwandten wurde 1981 von Walter Jülich aufgestellt, gleichzeitig mit der von ihm aufgestellten Ordnung der Atheliales. Allerdings beschrieb er noch eine zweite Familie innerhalb der Ordnung, die Tylosporaceae. Eine 2004 veröffentlichte, phylogenetische Studie stellte dann deren Synonymie zu den Atheliaceae und somit die Monophylie der Atheliales fest. 2007 wurde dann die enge Verwandtschaft der Ordnung mit den Agaricales und Boletales festgestellt, die dadurch die Unterklasse der Agaricomycetidae bilden.
Folgende Gattungen gehören zur Familie:
- Amphinema P. Karst. (1892)
- Gewebehäute (Athelia Pers. (1822))
  - Athelia acrospora
  - Athelia alnicola
  - Athelia alutacea
  - Athelia andina
  - Athelia binucleospora
  - Athelia bombacina
  - Athelia coprophila
  - Athelia cystidiolophora
  - Athelia decipiens
  - Athelia laxa
  - Athelia macrospora
  - Athelia neuhoffii
  - Athelia nivea
  - Athelia ovata
  - Athelia pycophila
  - Athelia pyriformis
  - Athelia singularis
  - Athelia subovata
  - Athelia tenuispora
- Athelicium K.H. Larss. & Hjortstam (1986)
- Athelocystis Hjortstam & Ryvarden (2010)
- Butlerelfia Weresub & Illman (1980)
- Byssocorticium Bondartsev & Singer (1944)
- Byssoporia M.J. Larsen & Zak (1978).
- Digitatispora Doguet (1962)
- Elaphocephala Pouzar (1983)
- Fibulomyces Jülich (1972)
- Hypochnella J. Schröt (1888)
- Hypochniciellum Hjortstam & Ryvarden
- Leptosporomyces Jülich (1972)
- Lobulicium K.H. Larss. & Hjortstam (1982)
- Lyoathelia Hjortstam & Ryvarden (2004)
- Melzericium Hauerslev (1975)
- Mycostigma Jülich (1976)
- Piloderma Jülich (1969)
- Pteridomyces Jülich (1979)
- Tylospora Donk (1960)

## Bedeutung
Manche Arten, die Sklerotien ausbilden, sind bedeutende Pflanzenschädlinge, so zum Beispiel Athelia rolfsii oder Athelia arachnoidea. Sie besitzen ein sehr breites Wirtsspektrum und ihre Sklerotien können sehr lange im Boden überdauern, daher ist eine Bekämpfung sehr schwierig.